# غريغ راند
غريغ راند (بالإنجليزية: Greg Rand)‏ هو صحفي أمريكي، ولد في 2 سبتمبر 1968.